# Alejandro Alvarado Jr.
Alejandro Alvarado Jr., né le 29 juillet 2003 à Los Angeles, en Californie aux États-Unis, est un joueur américain de soccer qui joue au poste de milieu central au San Diego FC.

## Biographie

### En club
Né à Los Angeles, en Californie aux États-Unis, Alejandro Alvarado Jr. est formé par l'un des clubs de sa ville natale, le Galaxy de Los Angeles. 

#### FC Vizela et prêt
Lors de l'été 2021, il rejoint le Portugal pour s'engager en faveur du FC Vizela.
Il joue son premier match le 20 novembre 2021, lors d'une rencontre de coupe du Portugal face au CF Estrela da Amadora. Il est titularisé lors de cette rencontre remportée par son équipe sur le score de deux buts à zéro.
Le 30 août 2023, Alejandro Alvarado Jr. rejoint le SC Vianense sous la forme d'un prêt d'une saison.

#### San Diego FC
Le 14 janvier 2025, il rejoint le San Diego FC, franchise nouvellement créée, jusqu'en 2026, avec une option pour 2027 et 2028,.

### En sélection
Alejandro Alvarado Jr est sélectionné avec l'équipe des États-Unis des moins de 20 ans pour participer au championnat de la CONCACAF des moins de 20 ans en 2022. Lors de cette compétition il joue six matchs dont cinq comme titulaire. Il s'illustre notamment en demi-finale contre le Honduras en marquant un but (victoire 3-0 de son équipe). Son équipe se hisse jusqu'en finale où elle affronte la République dominicaine, contre laquelle elle s'impose par six buts à zéro. Les États-Unis remportent ainsi un troisième titre consécutif dans cette compétition.

## Palmarès
États-Unis -20 ans
- Championnat de la CONCACAF des moins de 20 ans
  - Vainqueur : 2022